# زیمون زشتر
سیمون زشتر (به آلمانی: Simon Sechter) (زادهٔ ۱۱ اکتبر ۱۷۸۸ - درگذشتهٔ ۱۰ سپتامبر ۱۸۶۷) آهنگساز، رهبر ارکستر، نظریه‌پرداز موسیقی، مدرس موسیقی، و نوازندهٔ پیانو و ارگ اهل اتریش بود.
او پُرکارترین آهنگساز تمام دوران است و تعداد آثارش از لحاظ کمّی، حتی از گئورگ فیلیپ تیلمان هم بیشتر است.
زشتر بیش از ۵۰۰۰ فوگ، پنج اپرا، و تعداد زیادی اوراتوریو و مَـس ساخت.
او معلم و مدرس برجستهٔ موسیقی هم بود و شاگردان زیادی تربیت کرد که از آن میان می‌توان به آنتون بروکنر، زیگیسموند تالبرگ و آنری ویوتان اشاره کرد.